# Szeg (együttes)
A Szeg magyar hardcore metal együttes 1999-ben alakult Debrecenben. A zenekar tagjai korábban a Necropsia, a Beholder és a Trident zenekarokban játszottak. A Szeg négy nagylemezt adott ki 2017-es feloszlásáig.

## Története
Első demójuk (7 dal, 1999.) a Fit of Rage igazán kedvező kritikákat kapott az nevesebb zenei szaklapokban és internetes portálokon. 2000-ben további 6 dal rögzítésével kiegészítve New Creation címmel jelent meg a zenekar 0. lemeze. Ezenknek a demóknak köszönhetően figyelt fel rájuk a szakma, valamint a Caroline című dalhoz forgatott klippel, amelyet a Viva TV és az akkori MusicMax nagyon gyakran sugárzott. Felléphettek az Efott-on, a Neochrome, a Tankcsapda vendégeként.  
2002-ben a Gezbee Nights EP-vel már két énekessel gurították tovább szekerüket, Papp "Gezbee" Zsolt és Katona Péter személyében. Ugyanebben az évben a Slayer előzenekaraként játszottak Budapesten. A Szeg első nagylemeze Nail in Your Head címmel jelent meg 2003-ban az E.Z.S. Music kiadásában. 2003-ban először a Replika és az Ektomorf társaságában a Stagediving turné keretében, majd a Tankcsapda vendégeként járták körbe az országot. 2004-ben megismételték a Tankcsapdával közös körutat. A turné után közös megegyezéssel távozott a két frontember. Az új frontember az addigi basszusgitáros Bakos József lett, aki korábban a Beholderben már betöltötte ezt a szerepet. Jozsóval elkészült a Hope for the best című angol nyelvű EP, amely split CD-ként a Watch My Dying Claustrophonia c. angol nyelvű anyagával együtt látott napvilágot. A Hope for the best című dalra a PixelFilm stábjával forgatott a csapat egy rendhagyó klipet, amelynek sikere megint a zenei TV-k műsorára tűzte a Szeget. A megjelenést Szigetes fellépés, rengeteg nyári fesztiválkoncert követte, valamint a Watch My Dying-gal közös országos turné, Stagediving fesztiválok. 2005 végén megjelent a Szeg II. album az Edge Records gondozásában. Bakos a következő év elején egészségügyi okok miatt kilépett, ezért a tavaszra és nyárra lekötött turnét és koncerteket le kellett mondaniuk. Jozsó helyére Todonai József "Toca" érkezett. Az eddigieknél komorabb hangvételű harmadik Szeg-album Hazaértem címmel 2008-ban készült el. Az együttes korábban csak angol nyelven írt dalokat, a Szeg II volt az első lemezük, melyen magyar dalszövegek szerepeltek, a Hazaértem pedig a második. A lemez megjelenését követően az Ugyanaz a hajnal című dal kapott klipet, amelyben "azótasemtudjasenkimiért" hirtelen távozott Törös Attila helyére Plank Károly basszusgitáros érkezett. A Hazaértem albumot népszerűsítő turné már vele zajlott. 
2009 decemberében fennállásának tíz éves jubileumát ünnepelte a zenekar. Ez alkalomból szerzői kiadásban megjelentették összes eddigi kiadványukat bónuszokkal, bestof válogatásokkal és a születésnapi koncerten az aktuális felállás mellett mindhárom korábbi énekes színpadra lépett. A jubileumi koncert annyira jól sikerült, hogy Todonai József helyére közös megegyezéssel visszatért az eredeti két frontember Papp Zsolt és Katona Péter. 2010-ben megjelent a jubileumi koncert felvétele dupla CD-n és DVD-n, továbbá a Szeg összes korábbi anyaga újra kiadásra került felújított hangzással az RNR Media gondozásában. A negyedik Szeg-albumot már teljes egészében saját maga rögzítette a zenekar, a dobos Szilágyi István és producertársa Cziffra Sándor "Mosquito" vezetésével az MMP stúdióban. A Tartsd a szád album 2012-ben, szerzői kiadásban jelent. A lemezhez több klip is készült (Bírom még/Tartsd a szád, Mély dekoltázs, Te vagy a jó). Két évvel később jelentkeztek a Phantom EP-vel, amelyen 5 új dal mellett helyet kapott a Nail in your Headen is szereplő Smoky Marriage feldolgozása. 2016 nyár végén Papp Zsolt a Szeg mellett az újjáalakuló Tridentben újra a dobok mögé ült. A Szeg a Phantom EP-vel lezárta 18 éves korszakát, nagykorú lett, de soha nem oszlott fel. Papp Zsolt jelenleg a Tridenttel foglalkozik. Katona, Patai és Szilágyi életre hívta a MOLTO-t (2017-től).

## Tagok
Utolsó felállás
- Papp Zsolt – ének (1999-2004, 2010-2016)
- Katona Péter – ének (2001-2004, 2010-2017)
- Patai Károly – gitár (1999-2017)
- Plank Károly – basszusgitár (2009-2017)
- Szilágyi István – dobok (1999-2017)

Korábbi tagok
- Bakos József – basszusgitár (1999-2004), ének (2004-2006)
- Törös Attila – basszusgitár (2004-2009)
- Todonai József – ének (2006-2010)
- Virág Zoltán (Ales) - gitár (1999)

## Diszkográfia
Albumok
- Nail in Your Head (2003)
- Szeg II. (2005)
- Hazaértem (2008)
- Tartsd a szád (2012)

Egyéb kiadványok
- New Creation (demo, 2001)
- Gezbee Nights (EP, 2002)
- Here We Go (EP, 2005)
- B-Sides – The Best EP's of the Last 10 Years (2010)
- 10 Years After – Live in Debrecen (2CD/DVD, 2010)
- 10th Anniversary Collection (3CD Boxset, 2010)
- 10 év klipekben (válogatás DVD, 2010)
- Phantom (EP, 2014)

## További információ
- Szeg hivatalos YouTube-csatorna